# 真藤慎太郎

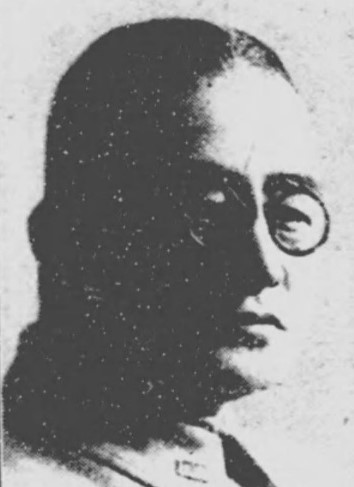
真藤慎太郎

真藤 慎太郎（眞藤 愼太郎、しんどう しんたろう、1883年（明治16年）7月1日 - 1971年（昭和46年）1月11日）は、日本の実業家、漁業家、政治家。衆議院議員。玄洋社社員。

## 経歴
福岡県福岡区（現福岡市）で回船問屋・真藤利吉の長男として生まれる。福岡県立福岡中学校を卒業後、玄洋社に所属。中国大陸で活動し、日本の対ロシア帝国政策に着目してロシア語を習得。日露戦争開戦後、通訳として従軍した。
その後、カムチャツカ半島沿岸などの北洋漁業で財を築いた。1926年6月、日魯漁業（現マルハニチロ）の取締役に就任。その他、日魯漁業副社長、東洋製罐取締役、函館水産販売取締役、函館製網船具取締役、樺太共同漁業取締役、台湾殖産工業取締役、北千島水産社長、函館定温倉庫社長、北千島鱈漁業社長、北海道護謨社長、北日本漁業社長、東都冷蔵社長、函館公海漁業取締役、輸出鱈協会理事長、中央水産業会副会長、西部瓦斯顧問などを務めた。また、1925年から1928年まで外務省嘱託として日ソ漁業条約改定に尽力した。
1942年4月の第21回衆議院議員総選挙で翼賛政治体制協議会の推薦を受け北海道第三区から出馬して当選。また、北海道水産業会長として戦時下の水産統制を担った。
戦後は公職追放となり、その後は帰郷して静かに余生を過ごした。

## 人物
- 熱心な競馬ファンで、横浜競馬場外に厩舎付き別荘を建てて愛馬を飼育していた[6]。

## 親族
- 甥 進藤英太郎（俳優）[4]